# Parlamentsvalet i Malta 2013
Parlamentsvalet i Malta 2013 hölls den 9 mars 2013 och gällde representanthusets samtliga 69 platser.
Representanthuset har ett proportionellt valsystem och använder enkel överförbar röst. Landet är indelat i tretton valkretsar som har fem mandat var. För att se till att valresultatet är proportionerligt till andelen röster som ett parti fått i hela landet så kan utjämningsmandat tilldelas.
Valet var en seger för det socialdemokratiska Partit Laburista som fick egen majoritet och bildade en ny regering med Joseph Muscat som premiärminister. Lawrence Gonzi som var premiärminister innan valet för Partit Nazzjonalista tog åt sig fullt ansvar för valnederlaget och avgick som partiledare.

## Resultat
|                                              | Partit Laburista                             | 167 533 | 54,83 | +6,04 | 39 | +5 |
|                                              | Partit Nazzjonalista                         | 132 426 | 43,34 | -6,00 | 30 | -5 |
|                                              | Alternattiva Demokratika                     | 5 506   | 1,80  | +0,49 | 0  | 0  |
|                                              | Partit Ajkla                                 | 47      | 0,02  | Ny    | 0  | Ny |
|                                              | Alleanza Liberali                            | 12      | 0,00  | Ny    | 0  | Ny |
|                                              | Oberoende kandidater (Indipendenti)          | 32      | 0,01  | +0,00 | 0  | 0  |
| Giltiga röster                               | Giltiga röster                               | 305 556 | 98,7  | —     | —  | —  |
| Ogiltiga röster                              | Ogiltiga röster                              | 4 044   | 1,3   | —     | —  | —  |
| Totalt antal röster                          | Totalt antal röster                          | 309 600 | 100,0 | —     | 69 | 0  |
| Antal registrerade väljare och valdeltagande | Antal registrerade väljare och valdeltagande | 333 072 | 93,0  | -0,3  | —  | —  |
| Källa: Electoral Commission of Malta         |                                              |         |       |       |    |    |

Partit Nazzjonalista tilldelades fyra utjämningsmandat.